# Нижневартовский район
Нижнева́ртовский райо́н — административно-территориальная единица и муниципальное образование (муниципальный район) в Ханты-Мансийском автономном округе — Югре в составе Тюменской области России.
Расположен в восточной части округа и является его самым крупным районом.
Административный центр — город Нижневартовск (в район не входит).

## Физико-географическая характеристика

### Географическое положение
Нижневартовский район расположен в Западной Сибири, на востоке Ханты-Мансийского автономного округа — Югры в составе Тюменской области. Район занимает площадь 117,3 тыс. км² (по другим данным от 114,1 до 118,5 тыс. км²) таёжной заболоченной поймы реки Оби и её притоков Ваха и Агана. По площади Нижневартовский район занимает первое место среди в Ханты-Мансийском автономном округе. Кроме того, площадь района крупнее площадей 55 из 85 регионов России. Нижневартовский район приравнен к районам Крайнего Севера.
Города окружного значения Нижневартовск, Мегион, Покачи и Радужный не входят в состав Нижневартовского района и образуют отдельные административно-территориальные единицы и соответствующие им муниципальные образования, однако данные города со всех сторон окружены землями района.
Также Нижневартовский район граничит:
- на востоке — с Туруханским и Енисейским районами соседнего Красноярского края,
- на юге — с Каргасокским и Александровским районами соседней Томской области,
- с пятью другими административно-территориальными единицами и соответствующими им муниципальными образованиями Тюменской области:
  - на западе — с Сургутским районом и городом окружного значения Лангепасом того же Ханты-Мансийского автономного округа — Югры,
  - на севере — с городом окружного значения Ноябрьском (его эксклавом Вынгапуровским), Пуровским и Красноселькупским районами соседнего Ямало-Ненецкого автономного округа.

Гидрология
Наиболее протяжённые реки:
- Вах — 1355 км,
- Аган — 776 км,
- Коликъёган — 553 км,
- Сабун — 553 км,
- Кулынигол — 520 км,
- Обь — 130 км по территории района.

Наиболее крупные озёра:
- Торм-Эмтор — 126 км²,
- Самотлор — 64 км²,
- Имнлор — 60,8 км²,
- Элле-Пугол-Эмтор — 48 км²,
- Весь-Эмтор — 36 км².

### Климат
Нижневартовский район расположен в умеренном климатическом поясе. Климат характеризуется продолжительной зимой, длительным залеганием снежного покрова (200–210 дней), короткими переходными сезонами, поздними весенними и ранними осенними заморозками, коротким безморозным периодом (100–110 дней), коротким летом (10–14 недель). Средняя температура воздуха самого холодного месяца года — января — варьирует от –22,0 °С до –24,0 °С; средняя температура самого теплого месяца — июля — изменяется соответственно от 16,0 °С до 17,0 °С. Таким образом, средняя годовая амплитуда температур изменяется на территории района от 36° до 41°. Зима характеризуется значительной межсуточной изменчивостью температуры воздуха, средняя величина которой составляет 5 °С.
Формирование климата Нижневартовского района происходит при тесном взаимодействии основных климатообразующих факторов — циркуляции атмосферы, солнечной радиации и характера подстилающей поверхности. Наиболее важным климатообразующим фактором является атмосферная циркуляция.
Положение района в центральной части Западной Сибири определяет общий характер циркуляции — западно-восточный перенос воздушных масс и их интенсивную трансформацию, особенно в тёплое время года. Открытость территории Западно-Сибирской равнины с севера и юга способствует межширотному обмену воздушных масс.
Циркуляция атмосферы в районе формируется преимущественно под влиянием умеренных и арктических воздушных масс. Арктические воздушные массы, приходящие с Северного Ледовитого океана, отличаются большой сухостью и низкими температурами, умеренные воздушные массы с Атлантики поступают уже сильно трансформированными. Уральские горы часто являются границей между барическими системами и воздушными массами. Они препятствуют продвижению арктических воздушных масс, вместе с тем, способствуя их глубокому проникновению в юго-западном направлении.
Годовой ход осадков относится к континентальному типу. В холодный период выпадает около 20% годовой суммы. Большая часть их выпадает в первые месяцы зимы. Максимальное за год количество осадков выпадает в летние месяцы года — с июня по август. В отдельные годы количество атмосферных осадков может значительно отклоняться от нормы. Годовой минимум осадков отмечается в феврале. Снежный покров образуется в октябре—начале ноября, а его сход наблюдается в конце апреля—начале мая.
Растительность
Основной особенностью ландшафтов Западно-Сибирской тайги является огромная заболоченность. Соответственно, позиции лесов здесь скромные. Леса занимают почти равную с болотами площадь. На Западно-Сибирской равнине леса расположены на гривах, приречных увалах и островках среди болот, возвышающихся на 0,5–1,0 м. Гривы вытянуты на северо-восток или северо-запад, что напоминает о путях древних рек ледникового периода.
Вторая особенность почти правильное широтное чередование северной, средней и южной тайги. Основная часть таежных лесов расположена в северной и средней тайге. Южная тайга занимает узкую полосу.
В Нижневартовском районе, как и по всей территории Среднего Приобья, коренными являются кедровые леса, а производными — березняки и осинники, возникшие на их месте. Основу лесов района составляют три породы: сосна, кедр и берёза. Среди лесных формаций по площади доминируют сосняки. Кедровые леса занимают менее четверти покрытой лесом площади. Треть площади занята мелколиственными лесами.
Сосняки встречаются на песчаных и супесчаных сильно подзолистых почвах и приурочены к повышенным участкам рельефа. Наиболее распространенные типы сосновых лесов — сосняки лишайниковые и брусничные.
Для кедровников характерным является хорошее развитие травяно-кустарничкового яруса, в котором господствующее значение принадлежит лесным кустарничкам (чернике, бруснике, водянике, багульнику болотному) и таежному мелкотравью (линнее северной, кислице, майнику двулистному). Кустарники представлены рябиной сибирской, отдельными экземплярами. В этих лесах всегда присутствуют зеленые мхи.

## История

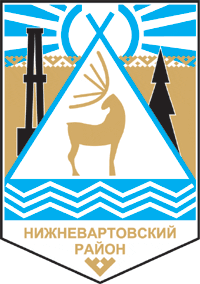
Эмблема района (1996)

Образован как Ларьякский район в составе Остяко-Вогульского национального округа на основании постановлений ВЦИК от 10 декабря 1930 года и 7 января 1932 года с центром в с. Ларьяк.
В район вошли территория Ларьякского, Остяцкого, Туземного, Александровского района Томского округа Западно-Сибирского края. Включал Большеларьякский, Большетарховский, Колек-Ёганский, Корликовский, Ларьякский, Охтеурский, Толькинский сельсоветы.
Постановлением ВЦИК от 20 марта 1936 г. из Александровского района Нарымского округа Западно-Сибирского края переданы Вампугольский и Нижневартовский сельсоветы.
Решениями облисполкома:
- от 16 мая 1957 года — Толькинский сельсовет передан в Пуровский район;
- от 9 апреля 1959 года — Вампугольский сельсовет переименован в Былинский;
- от 23 октября 1961 года — упразднён Большеларьякский сельсовет; образован Мегионский сельсовет.

Указом Президиума Верховного Совета РСФСР от 24 февраля 1962 года центр района перенесён в село Нижневартовское; район переименован в Нижневартовский.
Решениями облисполкома:
- от 29 сентября 1964 года — села Мегион и Нижневартовское преобразованы в рабочие посёлки; Мегионский и Нижневартовский сельсоветы упразднены;
- от 3 декабря 1964 года — упразднён Колек-Ёганский сельсовет.

Указом Президиума Верховного Совета РСФСР от 9 марта 1972 года рабочий посёлок Нижневартовский преобразован в город Нижневартовск окружного подчинения.
Решениями облисполкома:
- от 12 августа 1972 года — образованы Вампугольский и Зайцевореченский сельсоветы; Былинский сельсовет упразднен;
- от 24 сентября 1976 года — из Сургутского района переданы Аганский, Новоаганский и Покурский сельсоветы;
- от 14 марта 1978 года — образован Радужнинский сельсовет;
- от 18 апреля 1978 года — посёлок Новоаганск преобразован в рабочий посёлок; Новоаганский сельсовет упразднен.

Указом Президиума Верховного Совета РСФСР от 23 июля 1980 года рабочий посёлок Мегион преобразован в город окружного подчинения.
Решениями облисполкома:
- от 9 апреля 1981 года — посёлок Лангепас отнесён к категории рабочих посёлков;
- от 22 февраля 1982 года — посёлок Радужный отнесён к категории рабочих посёлков; Радужнинский сельсовет упразднён;
- от 31 октября 1983 года — посёлок Покачи отнесён к категории рабочих посёлков.

Указом Президиума Верховного Совета РСФСР от 15 августа 1985 года рабочие посёлки Лангепас и Радужный преобразованы в города окружного подчинения.
Решениями облисполкома:
- от 24 июня 1986 года — рабочий посёлок Покачи передан в административное подчинение Лангепасскому горсовету;
- от 10 мая 1988 года — посёлок Излучинск отнесён к категории рабочих посёлков;
- от 27 октября 1989 года — образован Варьёганский сельсовет.

## Население
На момент создания района его население было крайне незначительным и к 1940 году достигло 5 тыс. человек.
| 1970    | 1979    | 1989    | 2002    | 2009    | 2010    | 2011    |
| ------- | ------- | ------- | ------- | ------- | ------- | ------- |
| 27 066  | ↗39 216 | ↘28 288 | ↗33 508 | ↗34 589 | ↗35 745 | ↘35 715 |
| 2012    | 2013    | 2014    | 2015    | 2016    | 2017    | 2018    |
| ↗36 341 | ↗36 454 | ↘35 746 | ↗35 779 | ↗36 071 | ↗36 151 | ↘36 130 |
| 2019    | 2020    | 2021    |         |         |         |         |
| ↘35 993 | →35 993 | ↗38 387 |         |         |         |         |

### Урбанизация
Городское население (пгт Излучинск и Новоаганск) составляет  79,47 % населения района.

### Национальный состав
Большинство жителей пока ещё русские, но этот % падает, второе место пока занимают татары, около уже сейчас около 30% населения составляют народы Кавказа и Средней Азии, доля которых год за годом растёт. 
Более двух тысяч представителей коренных народностей, что составляет около 6% , из них ханты — 84 %, ненцы — 13 %, манси — 2 % (2005).

## Муниципально-территориальное устройство
Муниципальный район включает 8 муниципальных образований нижнего уровня, в том числе 2 городских поселения и 6 сельских поселений:
| №        | Муниципальное образование | Административный центр | Количество населённых пунктов | Население (чел.) | Площадь (км²) |
| -------- | ------------------------- | ---------------------- | ----------------------------- | ---------------- | ------------- |
| 1e-06    | Городское поселение       |                        |                               |                  |               |
| 1        | Излучинск                 | пгт Излучинск          | 4                             | ↗21 967          | 702,02        |
| 2        | Новоаганск                | пгт Новоаганск         | 2                             | ↘9915            | 105,41        |
| 2.000002 | Сельское поселение        |                        |                               |                  |               |
| 3        | Аган                      | посёлок Аган           | 1                             | ↗613             | 27,40         |
| 4        | Вата                      | деревня Вата           | 1                             | ↗675             | 338,94        |
| 5        | Ваховск                   | посёлок Ваховск        | 2                             | ↗2102            | 566,98        |
| 6        | Зайцева Речка             | посёлок Зайцева Речка  | 3                             | ↗800             | 563,04        |
| 7        | Ларьяк                    | село Ларьяк            | 5                             | ↗1762            | 2077,53       |
| 8        | Покур                     | село Покур             | 1                             | ↘553             | 66,67         |

В окружении территории района расположено пять промышленных городов окружного значения — Нижневартовск, Мегион, Лангепас, Покачи, Радужный, не входящих в состав самого района. Общая численность их населения — 438 461 чел. (2021).

## Населённые пункты
В Нижневартовском районе 19 населённых пунктов, в том числе 2 городских (пгт) и 17 сельских.
| №  | Населённый пункт | Тип     | Население | Муниципальное образование        |
| -- | ---------------- | ------- | --------- | -------------------------------- |
| 1  | Аган             | посёлок | ↗613      | сельское поселение Аган          |
| 2  | Большетархово    | село    | ↗578      | городское поселение Излучинск    |
| 3  | Большой Ларьяк   | деревня | 48        | сельское поселение Ларьяк        |
| 4  | Былино           | село    | 46        | сельское поселение Зайцева Речка |
| 5  | Вампугол         | деревня | 137       | сельское поселение Зайцева Речка |
| 6  | Варьёган         | село    | ↗799      | городское поселение Новоаганск   |
| 7  | Вата             | деревня | ↗675      | сельское поселение Вата          |
| 8  | Ваховск          | посёлок | 1560      | сельское поселение Ваховск       |
| 9  | Зайцева Речка    | посёлок | ↗800      | сельское поселение Зайцева Речка |
| 10 | Излучинск        | пгт     | ↗21 389   | городское поселение Излучинск    |
| 11 | Корлики          | село    | 654       | сельское поселение Ларьяк        |
| 12 | Ларьяк           | село    | ↘928      | сельское поселение Ларьяк        |
| 13 | Новоаганск       | пгт     | ↘9116     | городское поселение Новоаганск   |
| 14 | Охтеурье         | село    | 637       | сельское поселение Ваховск       |
| 15 | Пасол            | деревня | 41        | городское поселение Излучинск    |
| 16 | Покур            | село    | ↘553      | сельское поселение Покур         |
| 17 | Соснина          | деревня | 27        | городское поселение Излучинск    |
| 18 | Сосновый Бор     | деревня | 72        | сельское поселение Ларьяк        |
| 19 | Чехломей         | деревня | 204       | сельское поселение Ларьяк        |

До 2017 года село Былино и деревни Вампугол, Пасол, Соснина не входили в состав какого-либо поселения, располагаясь на межселенной территории района.

### Упразднённые населённые пункты
В связи с отсутствием зарегистрированного в установленном порядке и постоянно проживающего населения были упразднены следующие населённые пункты:
- в 2017 году: деревня Пугьюг[25];
- в 2018 году: деревня Колекъёган[26]
- в 2020 году: деревня Усть-Колекъёган[27].

## Природа
- Аганское лесничество
- Мегионское лесничество
- Нижневартовское лесничество